# Antoni Esplugas i Puig
Antoni Esplugas i Puig (Barcelona, 26 d'abril de 1852 - 25 de març de 1929) va ser un fotògraf català, pioner d'aquesta activitat professional a Barcelona. A finals del segle xix conrea la fotografia de nu. La seva producció en aquesta matèria serà molt abundant i d'importància capital per a la història de la Fotografia a Catalunya.

## Biografia
Antoni Maria Teòfil Pere Esplugas i Puig neix el 26 d'abril de 1852 en un pis de la rambla de Sant Josep de Barcelona i és el quart dels set fills del matrimoni Esplugas-Puig. El seu pare, Antoni Esplugas i Gual, era pintor retratista i un reconegut professor de dibuix i pintura que tenia una acadèmia a la rambla de la Boqueria. La seva mare fou Mariana Puig i Batlle. Antoni rep les influències d'aquell ambient artístic i també es fa pintor de professió.
Es casa amb la vídua Rosa Generes als 23 anys i van a viure al número 89 del carrer de l'Hospital. Al llarg del segle xix trobem una competició entre pintura i fotografia sobretot en l'àmbit de la miniatura feta a mà pel pintor. Molts pintors es comencen a associar en la fotografia per retocar retrats a la dècada del 1860 i és així com ambdues activitats acaben convivint plegades. Antoni Esplugas va ser un exemple més dels que se sentiren atrets per aquest nou procediment científic, que pocs gosaven reconèixer com a art.
En plena efervescència dels gabinets de retratista Esplugas desperta el seu interès per la fotografia. Amb 24 anys, al desembre de 1876, obre el seu primer taller fotogràfic a la plaça del Teatre núm. 7, sobre la Fonda del Falcón, i simultàniament exposa a les parets de la mateixa fonda una col·lecció de retrats que li serveix de presentació de l'estudi acabat d'inaugurar. Esplugas i la seva dona viuen allà i tindran dos fills: l'Antoni que serà fotògraf i la Rosa que es casarà amb un fill del pintor Modest Urgell. Josep, el germà d'Esplugas comença a treballar amb ell com a fotògraf, però ben aviat obrirà un estudi propi al carrer Escudellers, el qual fou fotògraf retratista i es dedicà a l'educació. El 20 de desembre de 1889 Antoni inaugura la seva primera sucursal a la plaça del Teatre núm. 2, davant del gabinet anterior, a la casa contigua al Teatre Principal (Barcelona), on hi havia l'Ateneu Barcelonès. El seu negoci prospera i a l'octubre de 1893 trasllada la seva sucursal al número 25 del passeig de Gràcia de Barcelona. En concordança amb la seva categoria professional, introduí en l'establiment maquinària nova, amplis espais, llums elèctrics regulables i sales d'exposició i de laboratori. La residència professional d'Esplugas al passeig de Gràcia es perllongaria fins al final de la seva carrera.
El 1923, a l'edat avançada de 71 anys, contracta el jove fotògraf Manuel Torres Gascó, que destaca en el treball de retoc de negatius de vidre. Malgrat l'oposició d'alguns familiars, Esplugas diposita en ell la continuació del seu negoci fotogràfic.
Als 77 anys, malalt d'una infecció gripal i ja vidu la seva filla Rosa el traslladà a casa seva al carrer Ballester núm. 63 de Barcelona, on el dia 25 de març de 1929 moria envoltat de la seva família.

## Tècnica

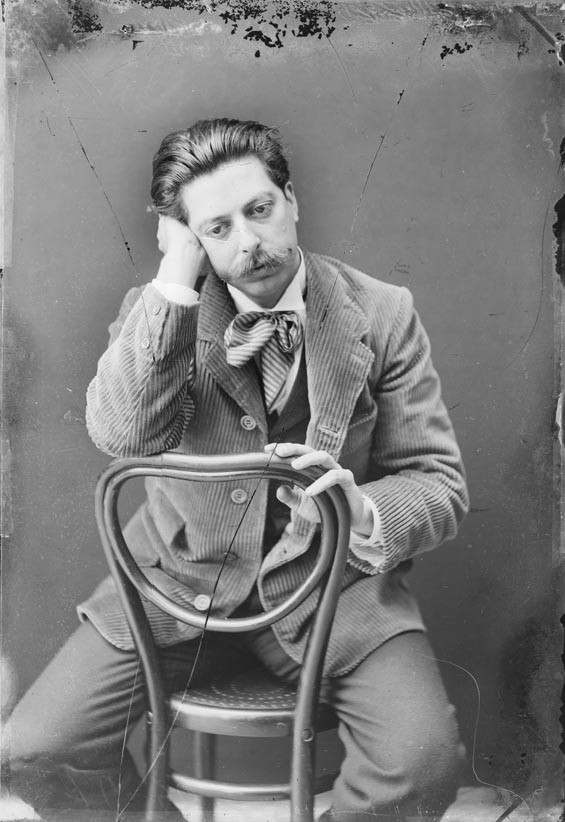
Retrat del músic Enric Granados fet a la dècada del 1890, amb placa de vidre i negatiu de gelatina de plata.

Antoni Esplugas comença a retratar amb el procés del col·lodió humit sobre cristall, que va alterar el procediment fotogràfic i que va permetre exposicions en un temps 15 vegades inferior al del daguerreotip. Més endavant s'introduïren les plaques extra-ràpides, en paral·lel a la publicació d'estudis d'investigació sobre l'emulsió del bromur d'argent, més sensible i ràpid que el col·lodió humit. Esplugas adopta el nou procediment el 1881. La fotografia resultant deixava de ser una peça única, i era per tant possible multiplicar la imatge i abaratir-ne el cost. Això dispara el negoci de la indústria fotogràfica.
En la dècada dels vuitanta ja manté relacions amb ciutats com París i Viena, que li permeten adquirir una càmera fotogràfica única a Barcelona i adoptar nous procediments. Així reforma els seus tallers i situa l'establiment a l'altura dels més distingits de l'estranger.
El 1889 Esplugas aprofita la coincidència de les exposicions de París i Londres per viatjar-hi i adquirir nous aparells fotogràfics, que situaran el seu gabinet a l'altura dels últims avenços en tècnica fotogràfica. De l'exposició de París retorna a Barcelona amb una càmera que li permetia treure retrats en grans formats sense necessitat d'ampliar. Com que treballarà amb grans formats utilitzà la tècnica de la còpia a l'albúmina. Tècnica que permetia una excel·lent definició cosa que faria que l'utilitzés fins ben entrat el segle xx, quan adoptaria el procediment de la gelatina de plata en la qual la imatge s'obté posant en contacte el negatiu amb un paper (impregnat de clara d'ou amb sal) i utilitzant com a font de llum el sol que permet l'enfosquiment directe i així fer còpies.

## Obra

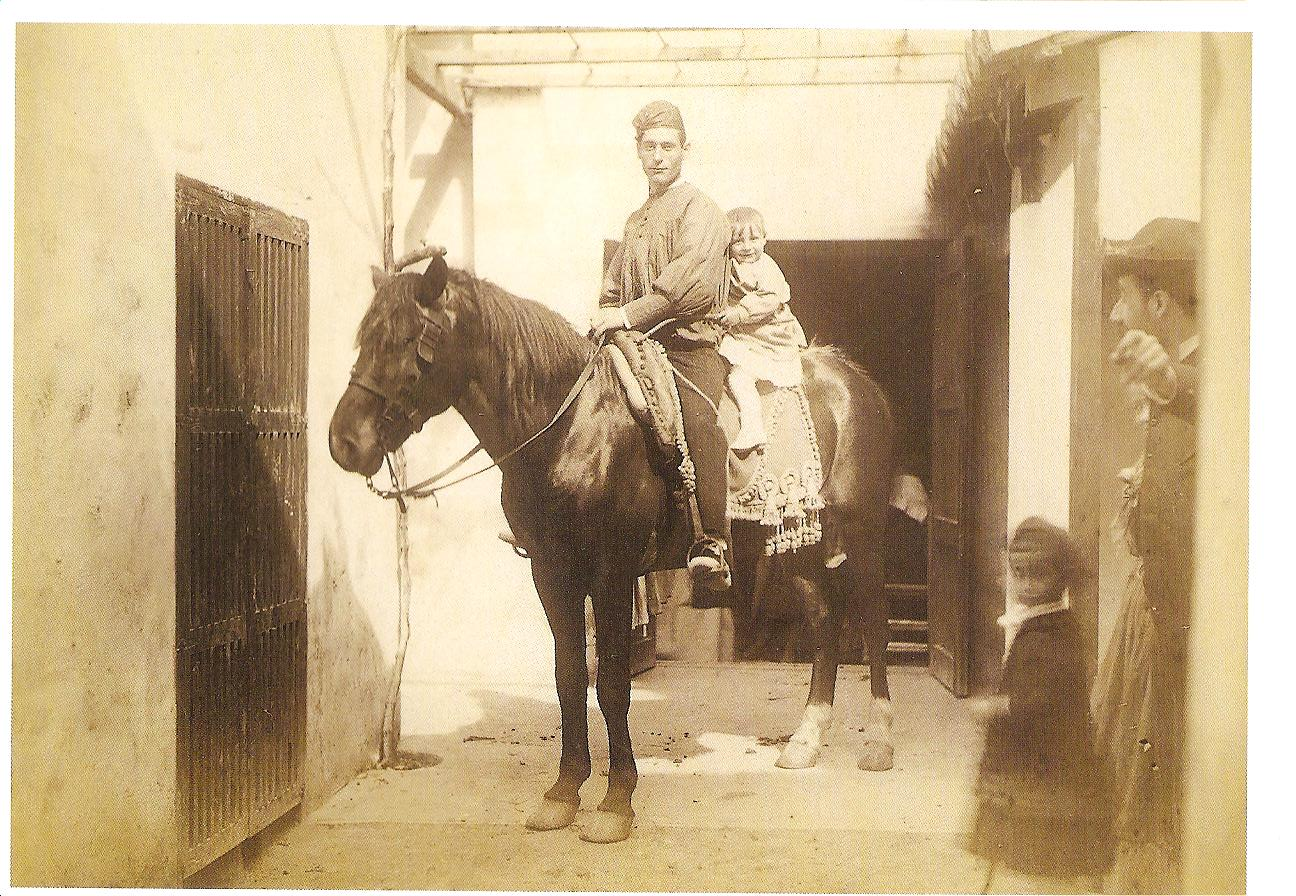
Escena costumista, fotografia realitzada per Antoni Esplugas.

El retrat fou l'especialitat fotogràfica d'Antoni Esplugas i la que li donaria un lloc merescut entre els millors retratistes de finals del segle xix. Al costat d'ell destaquen els noms de Pau Audouard, els fotògrafs Napoleon i Rafael Arenas. Retrata un gran nombre de particulars. Pel seu estudi passarien els membres més distingits de la burgesia catalana, personatges relacionats amb el món de les ciències, les arts i l'espectacle, amb els quals estava vinculat personalment i professional.
És d'esperit viatger i aviat coneix ciutats i poblacions on fotografia vistes i gent dels pobles.
No és solament la burgesia la interessada en la seva producció. Des dels seus inicis rep encàrrecs d'altres sectors socials. Ja el 1877, un sastre li encarrega reproduccions que aplicarà com a publicitat dels seus models de temporada, i el 1878 reprodueix l'obra de l'escultor Venanci Vallmitjana que després es publicaria. El 1882 rep una comanda institucional: la Casa Provincial de Caritat li sol·licita que fotografiï els seus cotxes fúnebres. També hi ha notícia de la seva primerenca col·laboració amb la Creu Roja (va rebre una placa de distinció) i de la que mantingué amb l'Ajuntament de Barcelona. Fruit d'aquesta última relació, es comença a anunciar com a Fotógrafo del excelentísimo Ayuntamiento.
Una part important de la seva producció revela el seu interès pel patrimoni arquitectònic i arqueològic, molt de moda en la dècada del 1880 quan es formen entitats com l'Associació Catalanista d'Excursions Científiques que incorpora fotògrafs o l'aparició de les revistes La Fotografía i La Revista Fotográfica.
Fa uns registres, recollits en quaderns, que ell anomenava àlbums i que utilitza per a la comercialització. En el primer, dedicat a les belles arts, trobem 369 imatges: reproduccions de pintura, escultura i ceràmica, monuments, objectes religiosos i armes. En el segon, hi ha la relació de les vistes, amb 1.129 registres, que inclouen paisatges, panoràmiques generals, edificis civils i religiosos i a més es troba la seva fotografia més propera al reportatge. El tercer registre, que té 6.786 entrades, enumera personatges masculins: grups d'artistes, reis, catedràtics, personatges relacionats amb les arts, l'esport i l'espectacle.
El quart i darrer registre, que conté més de les dues terceres parts de la seva producció, és dedicat a les dones artistes (inclou actrius famoses a l'època). En aquest últim àlbum, a més de fer constar el nom de la dona, especifica el tipus d'imatge: "pie" per indicar el cos sencer; "americana" corresponent als tres quarts del cos, amb la imatge tallada a l'altura dels genolls; "busto" i "escote" per ressaltar la figura per sota de les espatlles. Anota a vegades els complements utilitzats així com el gènere artístic al qual pertanyen les models i el seu origen. En els retrats de nu fa constar si es tracta de "nu", "lliure" o "lliure nu". Es desconeix el significat d'aquestes precisions que podrien fer referència a la intervenció del fotògraf respecte de la model a l'hora de retratar-la.
Tot aquest conjunt d'anotacions respon principalment a una intenció de negoci. De cada imatge ressalta l'element que més li interessa per identificar la fotografia, recuperar-la i utilitzar-la comercialment.
A finals del segle xix la seva producció s'estimava en 40.000-50.000 peces per any, i els seus tallers ocupaven 13 obrers, una veritable indústria fotogràfica.

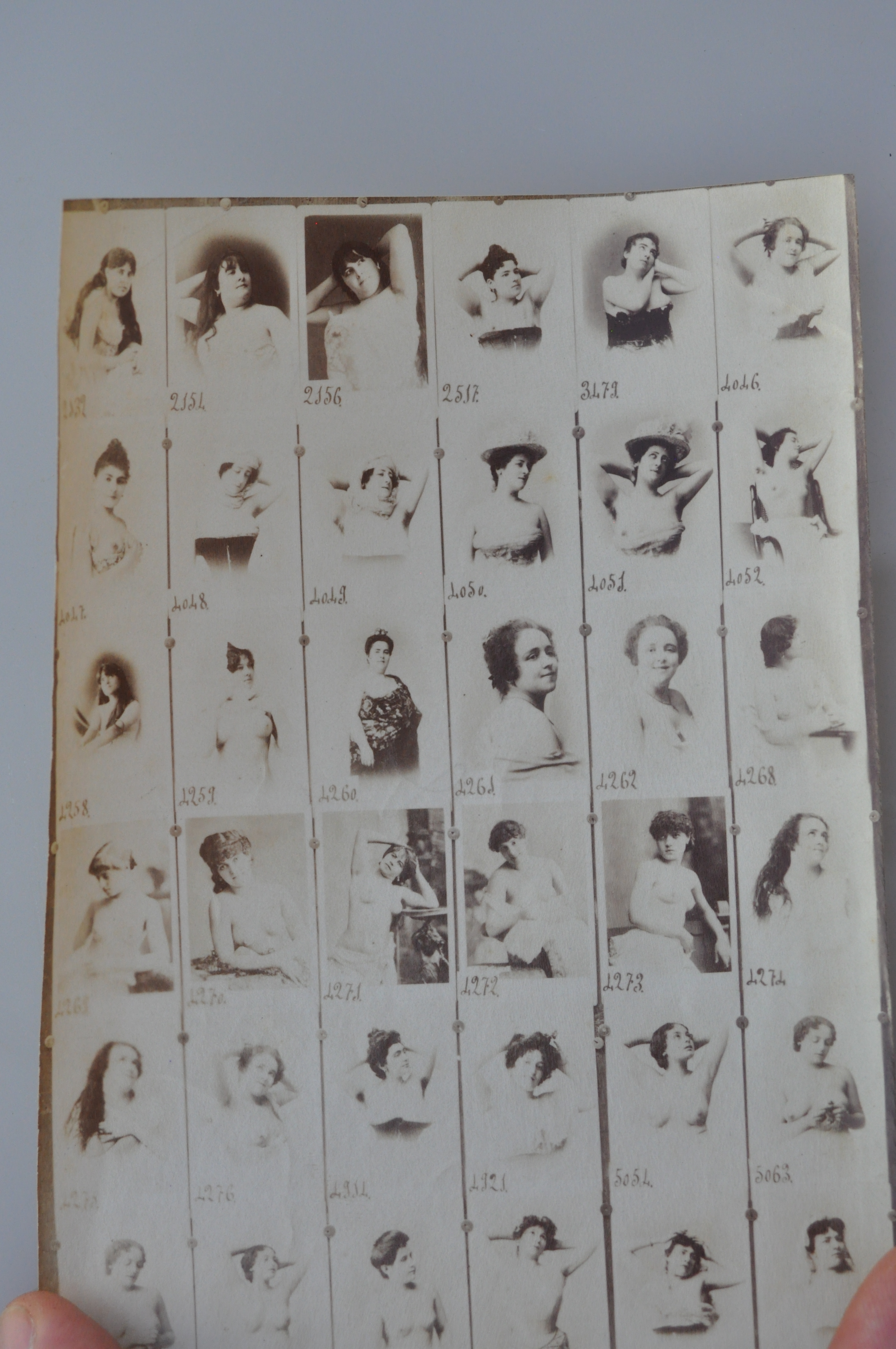
Ful d'albúmina amb els contactes que Antoni Esplugas feia servir per a comercialitzar les seves fotografies, en aquest cas, eròtiques.

### El nu femení
Esplugas és un home interessat pel retrat alhora que per la figura femenina. Aquesta fascinació, juntament amb les excel·lents possibilitats comercials que representava, dona com a resultat una col·lecció d'aproximadament un miler de nus eròtics. El nu havia estat exclusiu de pintors i escultors. Les dones feia temps que posaven als seus tallers i en les acadèmies d'art a canvi d'un sou. Davant la càmera fotogràfica el nu continuaria amb un estil acadèmic que exigia la nuesa total i es caracteritzava per l'idealisme del cos de la dona creant distancia entre la model i el receptor de la imatge. La fotografia de nu trobaria el terreny per cultivar un altre vessant del nu, l'erotisme. Les dones de l'art escènic que acudien a posar nues al gabinet d'Esplugas, podien guanyar un sobresou, obtenir major popularitat i rebre un impuls en la seva carrera artística. La fotografia de nu, al mateix temps que era molt perseguida per les autoritats, era molt ben rebuda per un sector de la societat relacionat amb el món del teatre i de la cultura. Esplugas crearia la intimitat que havia d'establir-se entre la model i l'espectador.
La model posava al seu taller amb els ulls tancats, la mirada perduda o pudorosa, de cara, de perfil o d'esquena, amb les mans al pit o darrere el cap, dreta o asseguda, o en actitud d'abandonament. En les seves primeres produccions Esplugas fa fotografies de nu de manera directa, sense accessoris. La dona arribava a l'estudi i era suficient que es tragués el cosset o insinués el seu cos, perquè ell la fotografiés. Amb el temps va introduint accessoris: plomes, vels, ventalls, miralls, mampares, banyeres o tocadors, que reforcen la seva intencionalitat eròtica. Hi ha cert simbolisme en els objectes usats: el mirall permetia mostrar alhora dues cares de la bellesa, el tocador era el símbol dels secrets de la dona en l'art de l'amor i els vels es converteixen en màscares per les dones que volien quedar en l'anonimat. Totes les imatges resultants revelen una visió no idealitzada de la dona i responen a una demanda de realisme i suggestió que espera al receptor de la imatge. Existeix el comerç clandestí de la fotografia de nu. A més de la venda de particular a particular, funcionaven també els anuncis. La premsa diària recull anuncis disfressats sota els epígrafs de fotos interesantes o fotografías galantes muy curiosas, que en moltes ocasions era material importat, sobretot de París. La producció nacional era força voluminosa, perquè va provocar les queixes de governs estrangers. Les revistes satíriques o festives, plenes d'humor eròtic, són les que comercialitzen aquest gènere. Introduïen historietes en fotoseqüència, anomenades "monólogo en acción", "historietas fotográficas" o "fantasías femeninas", plenes d'humor i picardia. Esplugas treballa aquest gènere i les seves fotografies tenen una gran acceptació popular. En tenim un exemple en la revista La Vida Galante (1900). Moltes d'aquestes revistes van ser cremades per la censura franquista, tot i que se'n conserven algunes mostres. Esplugas també publica les seves fotos picaresques a La Saeta, Mundo Galante i El Gato Negro. La fotografia pròpiament eròtica segurament la publicava fora del país (París i Viena).

### Fotògraf de la reialesa
Com a resposta a la demanda d'una societat interessada a comprar retrats de la família reial adreça el seu ull cap a la reialesa. Els retrata en els viatges que fan a Barcelona i fotografia els membres de la família reial espanyola i de les corts estrangeres, com la grega o la de Savoia. El 1882 va a Madrid i mostra la seva obra a la família reial; arran d'aquesta visita comença a utilitzar el títol de Fotógrafo de la Real Casa, signe que li dona distintiu i prestigi al seu establiment. Un any abans, el 1881, li havia estat concedida l'orde d'Isabel la Catòlica.

### Fotoperiodisme
Un tipus de fotografia més informativa fa que Esplugas sobresurti de la fotografia que acostumen a fer els seus contemporanis. L'execució d'Isidre Mompart al pati de Corders de l'antiga presó de Barcelona el 1892, i l'enterrament de Frederic Soler el 1895, que publicaria L'Esquella de la Torratxa, demostren el seu interès pels esdeveniments socials del moment.

### Dins les arts escèniques

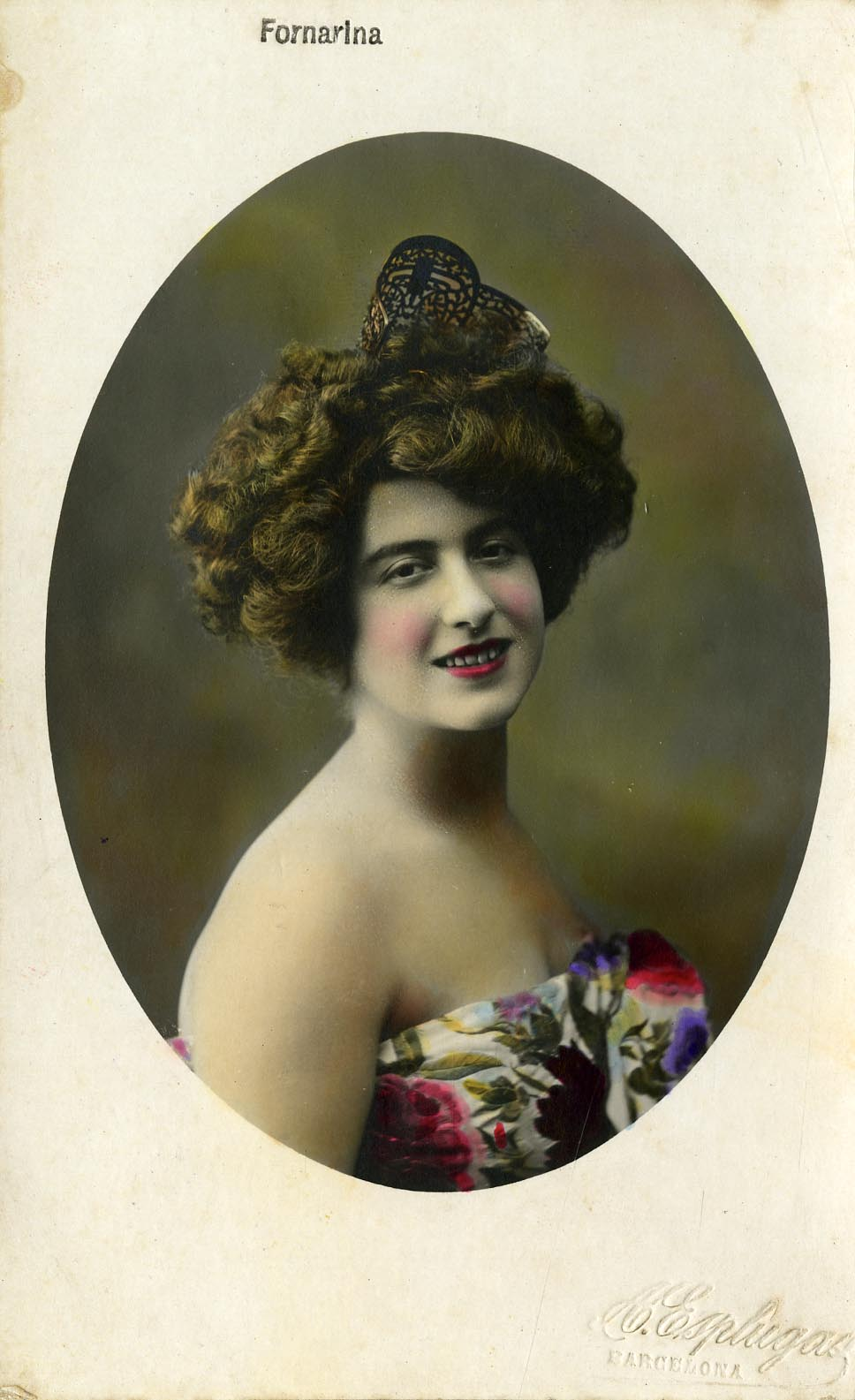
Retrat pintat de la cupletista Fornarina (Consuelo Bello Cano) fotografiada per Antoni Esplugas, que es conserva al MAE.

Esplugas tingué una gran relació amb el món de les arts escèniques, cosa que explica que ens hagi deixat una mostra tan completa (més de 27.000 imatges) d'actors, actrius, cantants d'òpera, músics i d'altres personatges vinculats a aquest art. Els retrata en el seu estudi, freqüentment amb els vestits amb què havien interpretat els seus papers, fotografiant abans el personatge teatral que l'actor. Preferia deixar el protagonisme a la persona, que quedava situada en un ambient neutre amb pocs elements ornamentals. Quant a objectes que apareixien a les fotografies utilitzava un mobiliari simple com una cadira o un tamboret i telons de fons de color llis o amb motius de natura. Aquestes imatges van ser molt acceptades pel públic. Van provocar l'interès dels editors de revistes realitzades ja amb processos fotomecànics, per il·lustrar periòdicament les seves edicions. Aquestes revistes foren: L'Esquella de la Torratxa, La Ilustració Catalana, La Escena Catalana o El Teatre Català.

### L'Exposició Universal de 1888
La fotografia no era considerada una bella art de les que s'exhibien a les exposicions universals; a l'Exposició Universal de Barcelona de 1888 figurava a l'apartat de les ciències naturals i fisicomatemàtiques. Esplugas en exclusiva rep la concessió de retratar els assistents que pujaven al globus aerostàtic El Cautivo, atracció de la fira. Rebria dues medalles de plata, una per la seva col·lecció de retrats i paisatges, i l'altra per les fotografies aèries obtingudes des de l'esmentat globus, una de les primeres experiències d'aquell tipus realitzada a Espanya i amb la qual es contribueix notablement en el camp de l'aeronàutica.

### Col·laboracions
El 1890 la Sociedad Fotográfica Española (Barcelona), organitza un certamen fotogràfic en el qual Esplugas participa com a membre del jurat. Aquesta circumstància es repetiria en altres ocasions.
Col·laborava en els balls de màscares pels quals sentia predilecció. El 1882 s'oferí a retratar les màscares premiades durant la temporada de carnaval al Teatre Romea, que després exposaria en el mateix teatre. El 1889 els nens premiats en un ball infantil de vestits al Teatre Principal van rebre l'obsequi d'un val per retratar-se gratis al taller d'Esplugas, que havia estat també membre del jurat. El 1891 se'l pogué veure en el ball organitzat al Teatre Líric (Barcelona), disfressat de Don Francisco Moutiño (cuiner de Felip III de Castella). El 1894 tornaria a ser membre del jurat del ball de màscares del comitè italià.
A partir del 1922 farà diversos donatius de les seves fotografies d'àmbit teatral pel naixent Museu del Teatre de Madrid.

### Premis
El 1889 participa per primera vegada en certàmens a l'estranger: A l'Exposició Universal de París obtingué una medalla de plata (se sap que només hi acudiren set fotògrafs catalans) i a l'exposició de Londres un diploma d'honor (el reglament d'aquesta exposició només oferia de franc l'espai i anava a compte de l'expositor el viatge i les despeses). Exposar a l'estranger comportava un alt cost cosa que ho feia dificultós. Anys després obtingué un altre premi a Atenes, tot i que no se sap si hi va ser present.

### Esplugas editor
L'any 1894 Esplugas figura com a editor del llibre Galería de Catalanes Ilustres. L'obra inclou els textos de J. Narciso Roca i Ferreras i les fotografies, fetes pel mateix Esplugas, dels quadres de la galeria de personalitats ciutadanes que l'Ajuntament de Barcelona havia instal·lat al Saló de Cent des del 1871.

## Comercialització

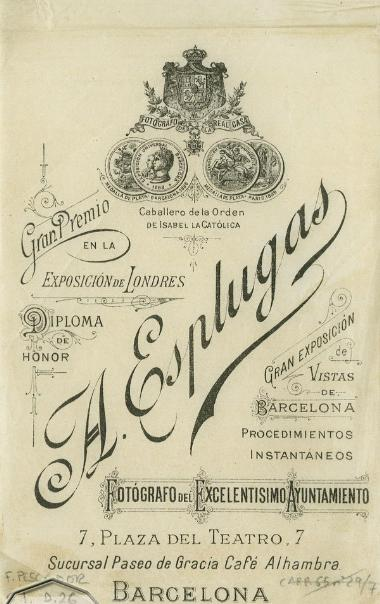
Carta fotogràfica d'Antoni Esplugas.

La comercialització es du a terme, en format carte de visite, però altres formats com el retrat es popularitzen molt. La fotografia és aplicada a altres àmbits com en la justícia i la ciència.
Les cartes fotogràfiques són cartrons sobre els quals els fotògrafs adherien els seus retrats. Esplugas utilitza en un inici el format carte de visite, al dors de la qual feia figurar un text il·lustratiu de les seves especialitats i de les últimes reformes del taller. Posteriorment utilitza majoritàriament el format cabinet i promenade, fins ja entrat el segle xx en que s'imposa la targeta postal. En el seu conjunt trobem una gran varietat de colors, diferents tipus de lletra i ornamentació que anaven canviant amb l'estètica de l'època i a mesura que obtenia una nova distinció. Hi inclou representació dels premis, medalles i condecoracions obtingudes i cita les seves especialitats (fotografia suïssa, retrats esmalts i el procediment instantani que li permet lliurar els retrats en 24 hores). També hi promociona les seves col·leccions. Aquesta varietat representava un alt cost cosa que mostra el prestigi del fotògraf.
Els fotògrafs exhibien la seva obra als aparadors dels seus tallers i molts tenien vitrines d'exposició en altres punts de la ciutat: vestíbuls de teatre, botigues cèlebres, locals polítics i religiosos, i altres de caràcter més cultural. El fet d'oferir el seu espai als fotògrafs, podia generar un benefici econòmic i un prestigi dins les arts. Esplugas exposa principalment als seus tallers però posseeix vitrines a la mateixa plaça del Teatre. També exhibeix en altres indrets: els aparadors de la casa Llibre, el Teatre Romea, el Teatre Principal (Barcelona) i l'Ateneu Barcelonès.
Esplugas no s'anuncia periòdicament a la premsa, si bé els diaris recullen la seva trajectòria professional.
Tenim proves suficients que Esplugas va vetllar per la propietat de la seva obra. El fotògraf signa les imatges editades i té cura de confeccionar registres. El 1901 demanà i li fou concedit el títol de propietat intel·lectual. Es preocupa perquè el seu nom consti en el dors de les seves fotografies quan estableix relacions professionals amb altres fotògrafs residents en altres ciutats i països.

## Fons personal
El seu fons personal es conserva a l'Arxiu Nacional de Catalunya. És una col·lecció de l'autor que s'estructura en dos apartats: els retrats (que alhora s'organitza en homes, dones i grups) i belles arts i vistes, on destaquen els reportatges sobre Mallorca i sobre l'Albufera de València. Les imatges del primer grup permeten conèixer el món lúdic (música, teatre, esgrima, toros...) d'un període transcendental de Barcelona: el final del segle xix i primer terç del xx. Tenim coneixement de la totalitat de la col·lecció que no ha pogut conservar-se degut a les agressions en els diferents trasllats. El Centre de Documentació i Museu de les Arts Escèniques conserva 530 fotografies originals fetes per Esplugas. Es poden trobar a l'Escena Digital del MAE.